# Scapanus townsendii
Scapanus townsendii är en däggdjursart som först beskrevs av John Bachman 1839.  Scapanus townsendii ingår i släktet Scapanus och familjen mullvadsdjur. IUCN kategoriserar arten globalt som livskraftig. Artepitet i det vetenskapliga namnet hedrar naturforskaren John Kirk Townsend.

## Utseende
Arten blir 200 till 230 mm lång, inklusive en 30 till 51 mm lång svans. Den är så den största arten i släktet Scapanus. Bakfötterna är 21 till 29 mm långa. Detta mullvadsdjur har oftast mörkgrå till svart päls. Dessutom dokumenterades flera olika färgvarianter. Det finns individer med vita eller gula punkter på grundfärgen och andra exemplar där brunaktig, gråaktig och gulaktig förekommer fläckvis fördelad över kroppen. Ibland har arten en rödaktig skugga på pälsen. På svansen finns nästan inga hår. Scapanus townsendii har 44 tänder. Vikten varierar mellan 64 och 171 g.

## Utbredning och habitat
Detta mullvadsdjur förekommer i västra Nordamerika från British Columbia till Kalifornien. Arten når i bergstrakter nästan 1700 meter över havet. Djuret hittas ofta vid ängar, golfplatser och stadsparker eller andra öppna områden, sällan i öppna skogar.

## Ekologi
Scapanus townsendii bygger liksom andra mullvadsdjur underjordiska tunnelsystem med flera ingångar. Ibland syns den ovanpå markytan. Det centrala boet ligger cirka 50 cm djupt. Parningen sker under våren (mars, april) och per kull föds vanligen tre ungar. Ungarna blir efter cirka 10 månader könsmogna. Arten håller ingen vinterdvala och äter daggmaskar, insektslarver, spindlar och andra ryggradslösa djur.
Antagligen förekommer bara en kull per år. Scapanus townsendii jagas av rovfåglar, ormar och rovlevande däggdjur. Den dödas ibland av hundar och tamkatter men kadavret lämnas på plats. Trots mullvadens simförmåga dör flera individer när reviret översvämmas. Arten skapar liksom flera andra mullvadsdjur jordhögar vid boets utgångar. Högen i närheten av boets centrala kammare kan ha en diameter mellan 0,75 och 1,25 meter.
Ungarna föds nakna, blinda, utan tänder och med mjuka klor. De väger cirka 5 g.

## Underarter
Arten delas in i följande underarter:
- S. t. olympicus
- S. t. townsendii